# 胡天格
胡天格，清朝軍事將領。
嘉庆六年十二月初七（1802年1月10日），由福建漳州镇总兵官升任廣西提督。嘉庆十五年八月三十（1810年9月28日），病免。